# Новик, Билли
Билли Новик (настоящее имя Вади́м Вале́рьевич Но́вик; род. 30 октября 1975, Ленинград) — петербургский музыкант, один из основателей группы «Billy’s Band», автор музыки и текстов большинства песен этого коллектива. Играет на контрабасе, фортепиано, ударных, губной гармонике, банджо, бас-гитаре и гитаре.
Большое влияние на музыку, которую пишет и исполняет Билли, а также на его сценический образ этакого неудачника в шляпе «Pork pie» из секонд-хенда, с хриплым вокалом, смесью пения и речитатива — оказал известный американский певец и актёр Том Уэйтс.

## Биография
Вадим Новик родился в 1975 году в Ленинграде. Детство прошло в микрорайоне Купчино: до шести лет он жил на Белградской улице, после переехал на улицу Димитрова. С 1-го по 3-й класс Новик учился в школе № 219; потом мама перевела сына в школу № 310. А аттестат Вадим получал в 230-й школе, где учился в классе с медицинским уклоном.
Впервые петь и играть на барабанах начал в своей группе «Реанимация» в 1980-е годы, будучи ещё школьником. В начале 1990-х годов являлся соло-гитаристом группы «Осколки». В 1998 году окончил Санкт-Петербургскую государственною педиатрическую медицинскую академию. Затем три года работал в детской больнице № 5 врачом-патологоанатомом, а также некоторое время — старшим лаборантом на кафедре военно-полевой хирургии научно-исследовательской группы раневой баллистики и поражающих факторов взрыва в Военно-медицинской академии.
В 1999 году Вадим Новик начал работать в некоммерческом санкт-петербургском клубе «Boom Brothers», который находился в подвале многоэтажного дома № 1 по Большеохтинскому проспекту. Арт-директором заведения являлся молодой гитарист Андрей «Рыжик» Резников. Примерно тогда же Новик впервые открыл для себя творчество Тома Уэйтса — он попробовал спеть его песни и обнаружил, что его интерпретации пришлись по душе публике. 3 октября 1999 года в «Boom Brothers» состоялся «Вечер ковбойской музыки», в ходе которого группа, состоявшая из Новика и Резникова, исполнила несколько номеров Уэйтса, немного кантри, сёрфа и английских народных песен вроде «My Bonnie (Lies Over The Ocean)».

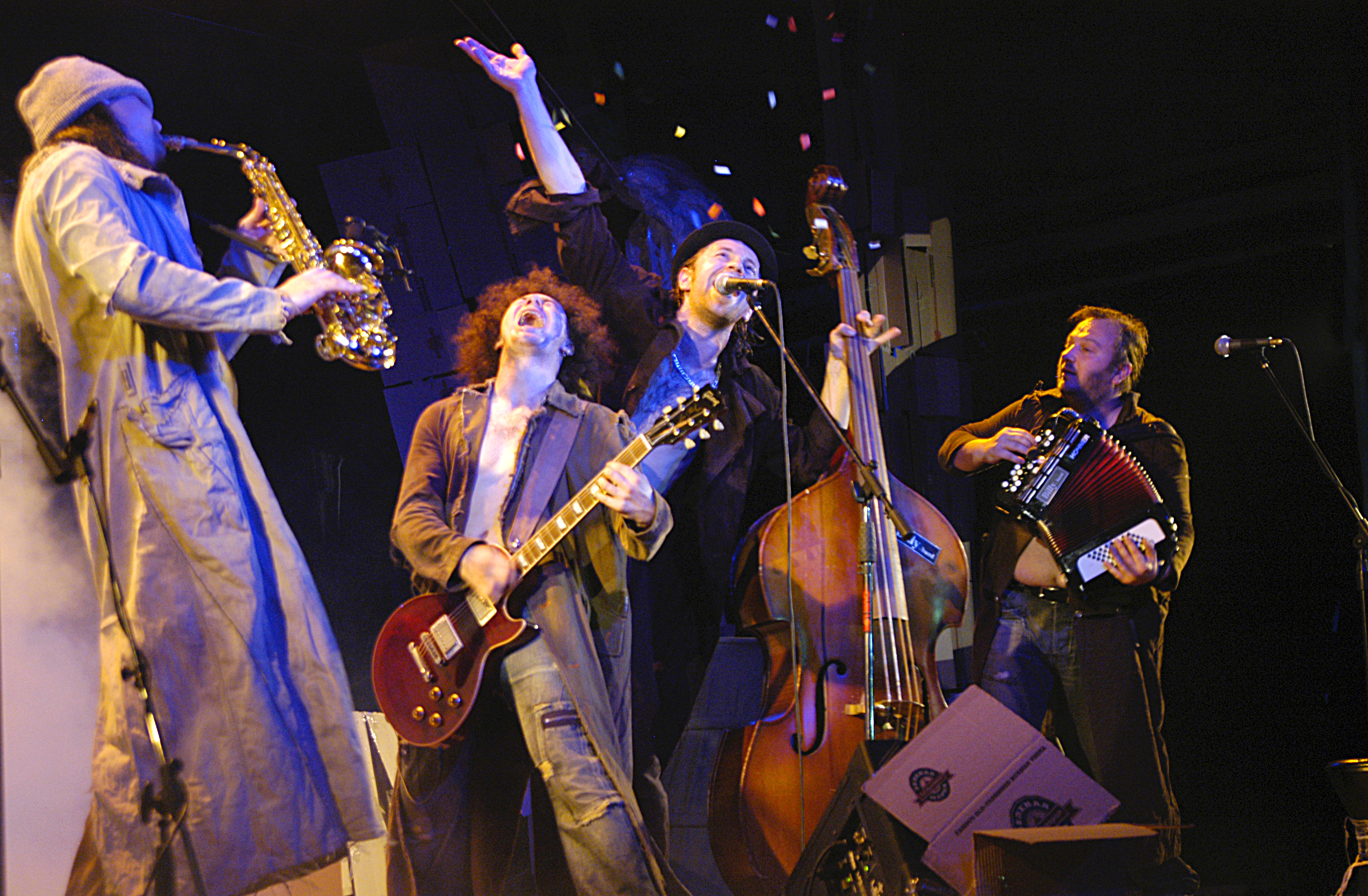
Billy’s Band (2006)

Новый музыкальный коллектив назвали «Billy’s Dilly’s Band» — по имени одного из персонажей баллады «Stagger Lee». В последующее время они изредка играли в «Boom’e» самую различную музыку — от «Red Hot Chili Peppers» до ретро-материала из фильмов Квентина Тарантино. В 2001 году Билли Новик ушёл из клуба и решил полностью посвятить себя музыке. Билли Новик вместе со своей группой даёт редкие концерты в клубах: «Fishfabrique», «Лайза», «Пороховая Бочка» и т. д. Весной 2001 года они сыграли в программе «English Day» на сцене «Зоопарка». Тогда же в «Boom Brothers» гостила группа туристов из Германии, которая в порядке ответного жеста доброй воли пригласила всю команду клуба и в том числе «Billy’s Dilly’s Band» в гости. Группа ответила согласием, после чего месяц выступала в Германии, дав серию концертов в Берлине и Мюнхене, причём играла как в клубах, так и просто на улице. Тогда же Билли сменил гитару на контрабас. Перед самым отъездом на гастроли в Европу Дмитрий Максимачёв записал девятнадцать номеров группы, которые фактически стали дебютным альбомом «Billy’s Dilly’s Band» «Игры в Tom Waits» (или «Being Tom Waits»). Именно после поездки в Европу, по мнению Билли Новика, началась настоящая история группы. Когда группа вернулась из Германии, у неё появился свой директор — Максим Новый. Его усилиями группа значительно расширила места своих выступлений — ирландский паб «Mollie’s» в Петербурге, московские клубы «Китайский лётчик Джао Да», «Проект ОГИ», «Бункер», «Ритм-энд-блюз» и т. п. Следом пришло время театральных площадок: «Бродячая Собака», «Приют комедианта», «Чаплин». С активизацией концертной жизни группа решила сменить название на «Billy’s Band».
В течение последующих лет, Билли Новик вместе со своей группой выпускает множество альбомов: «Парижские сезоны», «Открытка от…» (2003), «Немного Смерти, Немного Любви» (2004), «Оторвемся по-питерски» (2005), «Блюз в голове», «Счастье есть!» (2006), «Весенние обострения», «Чужие» (2007), «Отоспимся в гробах», «Купчино — столица мира» (2008), «Осенний алкоджаз» (2009), «Блошиный рынок», «The Best Of Billy’s Band» (2010). В 2009 году дублировал крокодила Луи в мультфильме студии Дисней «Принцесса и лягушка» (2009).В 2011 делал композиции для мультфильма Смешарики Начало.
С 2010 года Билли Новик участвует в постановке «Короля Лира» Адольфа Шапиро на сцене петербургского Театра юного зрителя имени Брянцева, играя роль Шута. Кроме того, в спектакле были задействованы и остальные музыканты бэнда, исполняющие роли свиты.

## Общественная позиция
Поддержал войну в Украине, выступал для солдат РФ.

## Дискография
В составе Billy’s Band Новик участвовал в записи следующих альбомов:
- 2002 — Играя в Тома Уэйтса/Being Tom Waits
- 2003 — Парижские сезоны
- 2003 — Открытка от… (live)
- 2004 — Немного смерти, немного любви
- 2004 — Оторвёмся по-питерски (single)
- 2005 — Оторвемся по-питерски
- 2005 — Играя в Тома Уэйтса (переиздание) / Being Tom Waits (remastering)
- 2006 — Блюз в голове (live)
- 2006 — Счастье есть! (single)
- 2007 — Весенние обострения
- 2007 — Чужие (Альбом кавер-версий)
- 2008 — Отоспимся в гробах (single)
- 2008 — Купчино — столица мира (The best of)
- 2009 — Осенний алкоджаз
- 2010 — Блошиный рынок
- 2010 — The Best Of Billy’s Band (Vinyl LP)
- 2012 — Чужие 2
- 2013 — Когда был один (Vinyl LP)
- 2015 — In Rock
- 2016 — Слегка…
- 2016 — Песни дедов морозов
- 2017 — Джазовые стандарты
- 2023 — В шляпе
- 2024 — Концерт в клубе Игоря Бутмана (Live)

Также принял участие в записи альбомов:
2011 — TODD. Акт 1. Праздник крови (альбом группы Король и Шут)
2021 — Старческий маразм (альбом группы Кирпичи)

## Награды и премии
- «Золотой софит» за лучший дебют (2011) за роль Шута в спектакле «Король Лир» в постановке Адольфа Шапиро, Театр юных зрителей им. А. А. Брянцева[23].